# Rákosrendező vasútállomás
Rákosrendező egy budapesti vasútállomás, mely a 2-es és a 70–71-es vasútvonalakon található. Nagy teherpályaudvar, forgalma azonban jelentősen megcsappant, amióta a Ferencvárosi pályaudvarra közlekednek a tehervonatok Magyarország északi határa felől, ez körülbelül az 1990-es évek környékére tehető.

## Jellemzői
A pályaudvar 1894-ben nyílt meg a MÁV érdekeltségében, és az elkövetkező közel száz évben az egyik legjelentősebb hazai teherpályaudvarrá vált. A rendszerváltás után ez a pályaudvar is jelentőségét vesztette, miután összeomlott a KGST és drasztikusan visszaesett az ipari termelés volumene. 1990-ben leállt a kocsirendezés, majd néhány évig leselejtezett személykocsikat tároltak a funkciójukat vesztett vágányokon. Ezt követően jelentős része felszámolásra került, a megmaradt terület és az ide tartozó épületek pedig elhanyagolttá, rendezetlenné, gazos, hulladékokkal szennyezett környékké váltak. A parlagon hagyott területen azóta bozótos erdő nőtt.
Az 1999-ben leégett Budapest Sportcsarnok romjainak lebontása során keletkezett építési hulladékot a végponti váltókörzet és a körvasút Angyalföldi elágazása között helyezték, majd terítették el.
A közel 130 hektáron elterülő pályaudvar területének ideális elhelyezkedése miatt már számos terv készült a terület rekultivációjával és az ingatlanberuházások, létesítmények építésével kapcsolatban, ahogyan a közlekedés fejlesztésére is több elképzelés született. Az elhagyatott vágányhálózat alatt elszennyeződött a föld és a második világháborúból megmaradt robbanóanyagok hatástalanítása a talajcsere mellett a tűzszerészeti beavatkozást is indokolják.
A 2000-es években felmerült a Budapest Liszt Ferenc nemzetközi repülőtérre vezető gyorsvasút egyik kiindulópontjaként is az állomás neve.
A fénykorában 42 vágány kapacitású rendezőpályaudvar néhány megmaradt vágányán a három vasútvonal komoly elővárosi forgalma mellett többnyire tároló funkciót lát el és legfeljebb a körvasúti tolatós-tehervonatok indulnak innen, jellemzően M62-es vagy V46-os mozdonyokkal vontatva.[forrás?] Ezen az állomáson keresztül közlekednek a Stadler FLIRT, Stadler KISS és a BVmot motorvonatok.
2023 augusztusára megújult a Szegedi út–Teleki Blanka utca közti vasúti átjáró, a sok évtizedes macskaköves burkolatot új aszfaltburkolat, illetve a vágányok közt gumiburkolat váltotta fel.
Érdekesség, hogy a romos állomásépület és a vasutaslaktanya épülete a 14. kerület helyi védettsége alatt áll, mivel ez a legrégebbi megmaradt fővárosi vasúti épület.

## A „mini-Dubaj” területfejlesztés
2023 őszén híre ment, hogy a dubaji Burdzs Kalifát is építtető Emaar Properties vállalat beépítené az elhanyagolt környéket, és a „világszintű fejlesztés” részeként irodák, luxuslakások, valamint 220–240 méter magas felhőkarcolók épülnének, ami miatt a közbeszédben „mini-Dubaj” néven kezdtek emlegetni a projektet. Decemberben Lázár János építési és közlekedési miniszter már arról beszélt, hogy az állam „egy új millenneumi városközpontot hoz létre Pesten” az állami tulajdonú Rákosrendező területén; „nem mini-, hanem maxi-Dubajt fejlesztene a kormány a területen”, fogalmazott. Ez a projekt is hozna magával új hidat a vasútvonal fölé, amin villamosmegálló is létesülne. A projekt kapcsán aggódó és kritikus vélemények is megjelentek, többek közt Karácsony Gergely főpolgármester részéről, amelyek szerint a tervezett nagyon magas toronyházak jelentősen rontani fogják a környék és a főváros arculatát, ezért a fővárosi vezetés nem támogat ilyen jellegű fejlesztést. 2024. március 13-án Szijjártó Péter külgazdasági és külügyminiszter, valamint Thani bin Ahmed Al Zeyoudi, az Egyesült Arab Emírségek külkereskedelmi államminisztere aláírták a „maxi-Dubajról” szóló szerződést.
A Magyar Államnak az Eagle Hills Csoporttal való a szerződéskötésére 2025 januárjában került sor. A hírek szerint a végül „Grand Budapest” néven elkeresztelt vállalkozás keretében 100 hektáros területen 12 milliárd euró értékű befektetésre fog sor kerülni, amelynek keretében akár 250- és 500 méter magasságú épületek is épülhetnek. A megállapodás azonnal viták kereszttüzébe került, nemcsak az építendő épületek, hanem a meglehetősen alacsony, 50,9 milliárd forint, azaz 59 286 ft/m²-es ár és a főváros elővásárlási joga mentén. A kormányzat a projekttel kapcsolatos nyilatkozatai alapján nem kívánt egyeztetni az ellenzéki vezetésű fővárossal, még azt is közölték, hogy szerintük a fővárosnak az arab befektetővel kellene egyeztetnie a fővárosi terület megvételi szándékáról. Karácsony Gergely szerint a kormányzat hazugságokat állított és kész bíróságon megtámadni a szerződést. Rózsa András zuglói polgármester is élesen kritizálta az ingatlanügylet körülményeit, aki emlékeztetett, hogy már 2005-ben tervek készültek Rákosrendező fejlesztésére az akkori fideszes kerületvezetés részéről, amikből szintén nem lett semmi. A szomszédos XIII. kerület szintén bírálatot fogalmazott meg az ügymenet miatt. Építészvélemény szerint is fontos lenne a projekt szakmai vizsgálata, hogy a fejlesztés során valóban hasznos beruházások valósuljanak meg. Vitézy Dávid is hosszasan sorolta egy videóban azokat a körülményeket, amik a megkötött szerződések értelmében hátrányosak a fővárosnak és az államnak is, hozzátéve, hogy a korábban beígért állami egyeztetések teljes körűen elmaradtak, ezért felszólított a terület törvénytelenül külföldi kézbe történő átjátszása ellen. A Fővárosi Közgyűlés 2025. január 29-én döntött arról, hogy a főváros a Budapesti Közműveken keresztül él az elővásárlási jogával.
Február 6-án Gulyás Gergely miniszterelnökségi miniszter jelentette be, hogy a kormány tudomásul veszi a főváros Budapesti Közműveken keresztüli elővásárlási jogát, ennek értelmében a fővárosnak meg kell tisztítania a területet 20-25 milliárd forintért, utána az arab befektetőtől függetlenül építkezhet a területen. Ezzel lehetőség nyílt a főváros korábbi terveinek megvalósítása felé, ami főleg egy élhető parkvárost vízionált. Feltehetően az arab befektető azért is mondhatott le a rákosrendezői beruházásról, mert a politikai konfliktus, valamint az általa tervezett épületek bizonytalan megtérülése nem szolgálta volna az érdekeit. Az viszont kérdéses maradt, hogy a főváros valóban meg tudja-e valósítani a maga elképzeléseit.

## Iparvágányok a környező üzemekbe
Az állomás számos környező ipari területet szolgált ki vágányhálózatával, ezek közül néhány:
| Kép | Név                    | Cím             | Alapítás dátuma | Megjegyzés |
| --- | ---------------------- | --------------- | --------------- | --- |
|     | Északi fűtőház         | Tatai út 95.    | 1911            | A fűtőház területén alakították ki később a Magyar Vasúttörténeti Parkot. A létesítménybe nem közvetlen iparvágány vezet, hanem van egy saját kis vasútvonala, a Rákosrendező–Vasúttörténeti Park-vasútvonal. |
|     | Istvántelki Főműhely   | Elem u. 5-7.    | 1905            | Részben használatban van. |
|     | MÁV Hídépítő Kft.      | Mexikói út 71.  | 1946            | 2021-ben elbontották. |
|     | MÁV Gépjavító üzem     | Tahi u. 97-101. | 1931            | Iparvágánya ki van zárva forgalomból. |
|     | Rákosrendező-Kötőtelep |                 | 1960-as évek    | 2008-ban kiürítették. Iparvágánya ki van zárva forgalomból. |

## Tömegközlekedés
A vasútállomásnak nincs közvetlen tömegközlekedési kapcsolata, Zuglóban 400, Angyalföldön 500 méterre található a legközelebbi megálló:
- Zugló – Teleki Blanka utca (csak a Károly körút és a Mexikói út felé):  74, 81  25, 32
- Angyalföld – Szegedi út:  20E, 30, 30A, 32, 230

## Forgalom
| Járat | Útvonal | Gyakoriság                                                                                 |
| ----- | --- | ------------------------------------------------------------------------------------------ |
| S70   | Budapest-Nyugati – Rákosrendező – Istvántelek – Rákospalota-Újpest – Dunakeszi alsó – Dunakeszi – Dunakeszi-Gyártelep – Alsógöd – Göd – Felsőgöd – Sződ-Sződliget – Vác-Alsóváros – Vác (– Verőce – Kismaros – Nagymaros-Visegrád – Nagymaros – Zebegény – Szob alsó – Szob)                    | Félóránként, hétvégén éjszaka óránként                                                     |
| G70   | Budapest-Nyugati – Rákosrendező – Rákospalota-Újpest – Dunakeszi – Dunakeszi-Gyártelep – Felsőgöd – Vác-Alsóváros – Vác – Verőce – Kismaros – Nagymaros-Visegrád – Nagymaros – Zebegény – Szob alsó – Szob                                                                                      | Munkanapokon csúcsidőben óránként, szombaton reggel 3 Budapest felé és hétvégén napi 2 pár |
| S71   | Budapest-Nyugati – Rákosrendező – Istvántelek – Rákospalota-Újpest – Rákospalota-Kertváros – Alagimajor – Fót – Fótújfalu – Fótfürdő – Csomád – Ivacs – Veresegyház – Erdőkertes – Vicziántelep – Őrbottyán – Rudnaykert – Váchartyán – Csörög – Máriaudvar – Vác-Alsóváros – Vác               | Óránként                                                                                   |
| S72   | Budapest-Nyugati – Rákosrendező – Angyalföld – Újpest – Aquincum – Óbuda – Aranyvölgy – Üröm – Solymár – Szélhegy – Vörösvárbánya – Pilisvörösvár – Szabadságliget – Klotildliget – Piliscsaba – Magdolnavölgy – Pilisjászfalu – Piliscsév – Leányvár – Dorog – Esztergom-Kertváros – Esztergom | Hajnalban 30 percenként, késő este óránként                                                |
| S72   | Budapest-Nyugati – (Rákosrendező →) Angyalföld – Újpest – Aquincum – Óbuda – Aranyvölgy – Üröm – Solymár – Szélhegy – Vörösvárbánya – Pilisvörösvár – Szabadságliget – Klotildliget – Piliscsaba                                                                                                | Munkanapokon este 2 Piliscsaba felé                                                        |
| Z72   | Budapest-Nyugati – Rákosrendező (– Vasútmúzeum) – Angyalföld – Újpest – Aquincum – Solymár – Pilisvörösvár – Piliscsaba (– Magdolnavölgy) – Pilisjászfalu – Piliscsév – Leányvár – Dorog – Esztergom-Kertváros – Esztergom                                                                      | Hétvégén óránként                                                                          |

## Képtár
| Elnevezések Fejes Balázs összeállítása alapján. - Felvételi épület (részlet) - Felvételi épület (részlet) - Felvételi épület (részlet) - Vasutas laktanya - Őrházak? - Állomás típusépület? (a „vasúti háromszögben”) - Ismeretlen rendeltetésű épület (a „vasúti háromszögben”) - Ismeretlen rendeltetésű épület (a „vasúti háromszögben”, részlet) - Kereskedelmi épület - Vasutas laktanya (a „vasúti háromszögben”) - Felső forgalmi épület (2023-ban elbontották) - Lakóépület a Rákosrendező–Vasúttörténeti Park-vasútvonal mentén - Motorvonat - Villanymozdony - Villamos motorvonat - Tehervonat - Nosztalgia gőzmozdony a Vasúttörténeti Park felől - Pályakarbantartási gép - Pályakarbantartási vasúti kocsi - Nyitott teherkocsi - Nyitott teherkocsi - Zárt teherkocsi - Tartálykocsi - Romos zárt teherkocsi - Bejárat Zugló vasútállomás felől - Peronrészlet a személypályaudvari vágányoknál - Gyalogos felüljáró a teherpályaudvar északi részén, a Rákospatak utca és a Tahi utca között - Régi sorompók a Teleki Blanka utca és a Szegedi út között, a közúti átjáró felújítása előtt (elbontva) - A használatban lévő teherpályaudvari vágánycsoport - A használaton kívüli teherpályaudvari vágánycsoport (elbontva) - Sínszálak - Vasúti talpfák - Súlykörtés váltó - Iparvágány a volt Hídépítő üzem területére (elbontva) - Kerítésrészlet - Kerítésrészlet |

## Videófelvételek
- https://www.youtube.com/watch?v=EkmSPvP1quU
- https://www.youtube.com/watch?v=th0YhT8HKW4